# Polikarpov I-180
O Polikarpov I-180 foi uma aeronave protótipo desenvolvida na União Soviética. Desenvolvida para ser um caça, foi a ultima tentativa para extrair alguma performance do Polikarpov I-16. O trabalho nesta aeronave teve vários problemas, e a morte do famoso aviador soviético Valery Chkalov num dos protótipos deitou por terra a carreira de Nikolai Nikolaevich Polikarpov como designer de aeronaves.